# Trillian (szoftver)
A Trillian egy azonnali üzenetküldő alkalmazás, mely több kommunikációs szolgáltatást tud egyszerre kezelni: MSN Messenger, az ICQ, IRC, Yahoo messenger, Facebook chat, Google Talk szolgáltatásokat.
A Trillian Basic a Microsoft Windows operációs rendszerekre telepíthető ingyenes program (freeware).
Jelenleg aktuális verzió az 5.5.0.16 (2014. október)
A program nevét Douglas Adams egyik regényalakjáról (Tricia McMillan vagyis Trillian Astra) kapta.

## Sajátságai
- Az angol wikipédiával való együttműködése révén a begépelt angol főnevek nagy részéhez szómagyarázatot ad.

## Külső hivatkozások
- Fejlesztői honlap

1. ↑  Linux 6.3 Build 1 - May 27, 2020, 2020. május 27. (Hozzáférés: 2023. július 5.)
2. ↑  Android: Version 6.6.0.13; Updated on Jul 25, 2023, 2023. július 25. (Hozzáférés: 2023. szeptember 18.)
3. ↑  https://trillian.im/changelog/windows/6.5/
4. ↑  https://trillian.im/changelog/ios/6.6/
5. ↑  https://trillian.im/changelog/web/6.6/
6. ↑  https://trillian.im/changelog/mac/6.6/